# Arthur Weber (Tennisspieler)
Arthur Weber (* 9. Mai 1992 in Montpellier) ist ein französischer Tennisspieler.

## Karriere
Weber spielte erst sehr spät in seinem Leben professionell Tennisturniere. Mit knapp 25 Jahren nahm er im Jahr 2017 das erste Mal an Turnieren der ITF Future Tour teil. Nach einigen Turnieren ohne große Erfolge spielte er 2018 und 2019 nur noch wenige Turniere. Lediglich einige wenige Punkte für die Weltrangliste erspielte er sich, die nicht zu einem Platz in den Top 1000 reichten. Nach einer fast dreijährigen Pause nahm er die Turnieraktivitäten 2022 wieder auf. Bei vier Turnieren in Folge erreichte er Anfang des Jahres das Halbfinale, zweimal das Finale und einmal gewann er das Turnier, wodurch er das Jahr auf Platz 571 abschloss. 2023 gelang ihm eine weitere Steigerung. Direkt zum Jahresanfang gewann er seinen zweiten Future-Titel. Nach einem verlorenen Finale kamen im Jahresverlauf noch zwei weitere Titel hinzu, sodass er in Reichweite zu Turnieren der ATP Challenger Tour kam. Beim ersten Turnier dieser Kategorie in Zhuhai überraschte er die Konkurrenz, indem er alle fünf Matches gewann. Im Finale schlug er den Taiwaner Jason Jung. Damit wurde er zum viertältesten Premieren-Sieger der Challenger-Geschichte und zum ältesten überhaupt, dem das bei seinem ersten Challenger-Turnier gelang. Bei keinem anderen Event schaffte es Weber bis Jahresende über die zweite Runde hinaus. Im Doppel blieb er bislang ohne Titel. Größter Erfolg dort war das Halbfinale beim Challenger in Playford. Sein Karrierehoch ist Platz 303 im Oktober des Jahres im Einzel sowie Platz 588 im Doppel.

## Erfolge
| Legende (Anzahl der Siege) |
| Grand Slam                 |
| ATP Finals                 |
| ATP Tour Masters 1000      |
| ATP Tour 500               |
| ATP Tour 250               |
| ATP Challenger Tour (1)    |

### Einzel

#### Turniersiege
| Nr. | Datum           | Turnier | Belag     | Finalgegner | Ergebnis      |
| --- | --------------- | ------- | --------- | ----------- | ------------- |
| 1.  | 26. August 2023 | Zhuhai  | Hartplatz | Jason Jung  | 6:3, 5:7, 6:3 |